# Joseph de Brettes
Joseph de Brettes, né le 23 mars 1861 à Limoges et mort le 9 août 1934 à Fontenay-sous-Bois, est un explorateur, ethnologue et photographe français.
Il est un des grands explorateur de l'Amérique du Sud avec plus de vingt-deux voyages à la fin de sa carrière ainsi que plus de treize travaux de reconnaissances parmi les populations indigènes au sein desquelles il a pu réaliser un grand nombre de clichés photographiques. Il a dressé la carte de la Colombie, délimité ses frontières, exploré le Paraguay, l'Argentine, l'Uruguay, le Brésil, le Venezuela, la Bolivie et plus particulièrement le Gran Chaco. Il est aussi l'un des premiers à escalader entièrement la Sierra Nevada de Santa Marta dans la lignée des travaux du géographe Élisée Reclus.

## Biographie

### Famille
Né en 1861, Marie Louis Joseph de Brettes appartient à la famille de Brettes, famille noble originaire de l'Angoumois. Il est élevé par son père Henri de Brettes, exerçant la profession d'inspecteur des domaines au département de la Creuse, et par sa mère, Marie Henriette Bruno d'Ornac de Verfeuil.

### Education, formation et premiers voyages
Alors tout jeune, il réalise son service militaire au chasseurs d'Afrique comme cavalier et participe à la campagne de Tunisie (1881). En 1884, il entreprend son premier voyage en Amérique du Sud dans le Chaco austral (Sud) puis, de 1884 à 1886, dans le Chaco septentrional (Nord). Par la suite, en 1891, il se dirige vers la Colombie où il entreprend l'escalade complète de la Sierra Nevada de Santa Marta puis rentre en France en 1892.

## Publications
- Mission géographique dans le Chaco (Amérique du Sud), Paris, Imprimerie des Arts et Manufactures, 1889.
- L'Amérique inconnue, 1892.
- Nos explorateurs : Étienne Richet, Paris, E. Figuière, 1914, 31 p.